# تصریف

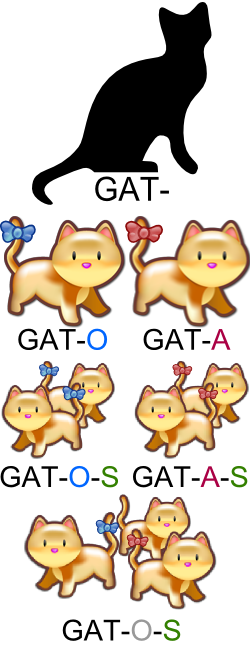
تصریف گربه به زبان اسپانیایی، آبی نشان مذکر، صورتی مؤنث، سبز جمع، خاکستری جمع جنس‌ها و مفرد بی‌نشان

تصریف پیرایش یا نشان‌دارسازی یک واژه (یا دقیق‌تر بن‌واژه) برای بازتاب آگاهی‌های دستورزبانی چون جنس، زمان فعل، شمار، چگونگی و کَس می‌باشد. به مفهوم کلی‌ای که به عنوان واحدی برای «معنای واژگانی/قاموسی» به حساب می‌آید و مستقل از اِعمال تصریف‌های گوناگون حضور دارد «تکواژه» گفته می‌شود و «بُنواژه» گونه‌ای منتخب از یک تکواژه است که دارای کم‌ترین تصریف است و به عنوان نمایندهٔ همهٔ آن تصریفهایِ دارایِ معنایِ واژگانیِ یکسان٫ در فرهنگ‌ها مدخل می‌شود. تصریف را نباید با اشتقاق اشتباه گرفت.
در دستورهای سنتی غربی، تصریف مربوط به فعل را تصریف فعل و تصریف مربوط به اسم، ضمیر، صفت و حرف تعریف را تصریف اسم می‌گویند. در دستورهای سنتی ایرانی، اصطلاح تصریف در صحبت از ساختار فعل وجمله است که مطرح می‌شود و معمولاً در مبحث اسم و صفت و حرف تعریف و ضمیر سخنی از تصریف به میان نمی‌آید.

## نمونه‌های وند تصریفی در زبان فارسی
- نشانه‌های بن ماضی فعل: /-d/ و /-t/، /-âd/ و /-id/ و /-est/ (نشانه‌های بن فعل ماضی)، مثل خورد، رفت، افتاد، خندید و دانست
- /mi-/ (نشانهٔ فعل استمراری در حال و گذشته) مثل می‌نویسم، می‌نوشتم

## پارسی باستان
در فارسی باستان (همانند اوستا) اسم و صفت و ضمیر در حالت‌های گوناگون تصریف می‌شده و نقش این کلمات در جمله، با تغییر آخر کلمات و اضافه‌شدن شناسه‌های تصریفی معین می‌گردیده است.

## واژه‌نامه
1. ↑  lexical meaning
2. ↑  Lexeme
3. ↑  Lemma
4. ↑  conjugation
5. ↑  Declension